# جاده ئی۰۰۱ اروپا
جاده ئی۰۰۱ اروپا (به انگلیسی: European route E001) یکی از جاده‌های درجه ۲ قاره اروپا است.
این جاده که از شهر مارنئولی (گرجستان) شروع شده در شهر وانادزور (ارمنستان) به پایان میرسد.